# Orust (comune)
Orust è un comune svedese di 15 252 abitanti, situato nella contea di Västra Götaland. Il suo capoluogo è la cittadina di Henån.

## Località
Nel territorio comunale sono comprese le seguenti aree urbane (tätort):
- Ellös
- Hälleviksstrand
- Henån (capoluogo)
- Mollösund
- Svanesund
- Svanvik
- Varekil